# Cantone di Castagniccia
Il Cantone di Castagniccia è una divisione amministrativa dell'Arrondissement di Corte, derivante il nome dalla regione omonima.
È stato creato a seguito della riforma approvata con decreto del 26 febbraio 2014, che ha avuto attuazione dopo le elezioni dipartimentali del 2015, e comprende 37 comuni:
- Campana
- Canale di Verde
- Carcheto-Brustico
- Carpineto
- Cervione
- Chiatra
- Felce
- Monacia d'Orezza
- Nocario
- Novale
- Ortale
- Parata
- Perelli
- Piazzali
- Piazzole
- Piedicroce
- Piedipartino
- Pie d'Orezza
- Pietra di Verde
- Pietricaggio
- Piobetta
- Poggio-Mezzana
- Rapaggio
- Stazzona
- San Giovanni di Moriani
- San Giuliano
- San Nicolao
- Sant'Andrea di Cotone
- Santa Lucia di Moriani
- Santa Maria Poggio
- Santa Reparata di Moriani
- Tarrano
- Valle d'Alesani
- Valle di Campoloro
- Valle d'Orezza
- Velone Orneto
- Verdese